# الین بریدن
الین بریدن (به انگلیسی: Elaine Breeden) (زادهٔ ۱۸ نوامبر ۱۹۸۸) شناگر اهل ایالات متحده آمریکا است.